# 蒙县 (印度)

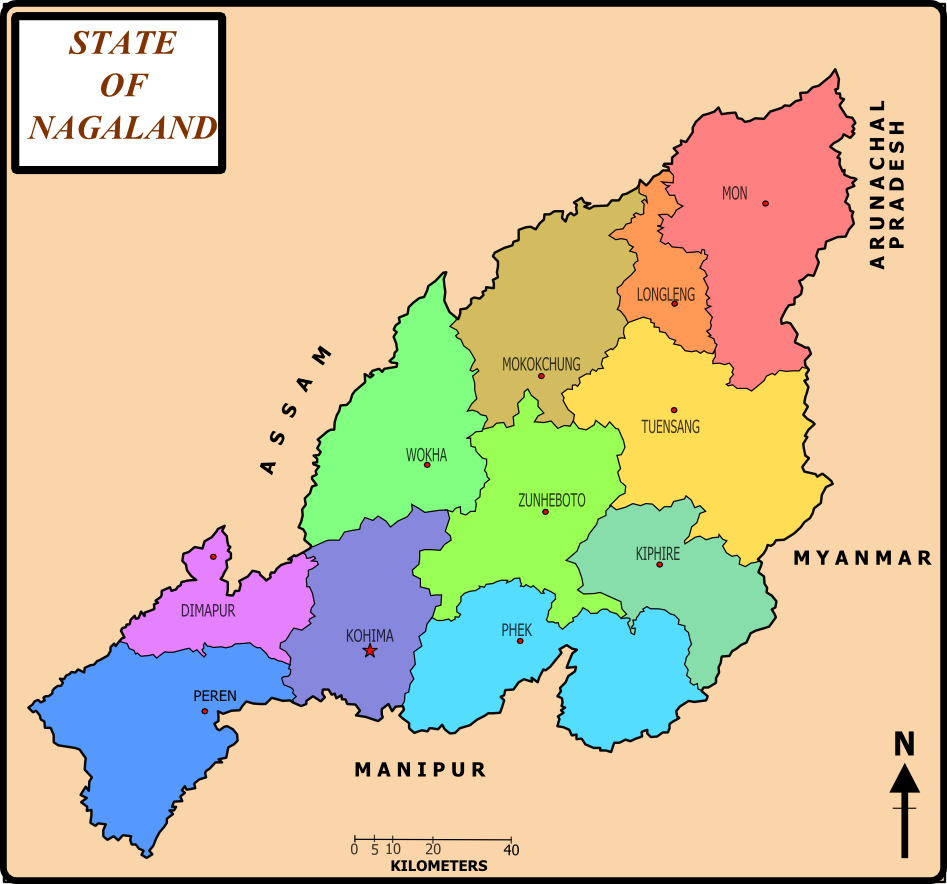
那加兰邦地图，蒙县位于东北部

蒙县，印度那加兰邦的一个县，位于该邦东北部。蒙县西邻阿萨姆邦，南邻团桑县，北邻“阿鲁纳恰尔邦”(中印争议)，东邻缅甸。总面积1,786km²，总人口259,604(2001年)。行政中心位于蒙镇。 